# Oneirophanta
Oneirophanta is een geslacht van zeekomkommers uit de familie Deimatidae.

## Soorten
- Oneirophanta conservata Koehler & Vaney, 1905
- Oneirophanta setigera (Ludwig, 1893)
- Oneirophanta mutabilis Théel, 1879